# Vercingetorix
Vercingetorix (franciául Vercingétorix, kb. i. e. 82 – Róma, i. e. 46) az arvernusok törzsfője volt, aki Kr. e. 53-ban és 52-ben felkelést vezetett a Római Birodalom ellen. A neve gallul annyit jelent: a „menetelő emberek főkirálya”; a „menetelő emberek” itt gyalogságot jelent. A nevét a gallok úgy ejtették: werkingetoríksz.
Születési dátuma vitatott. Az is lehet, hogy nem volt több 17 évesnél, amikor először szembeszállt a rómaiak légióival.

## Története

Caesar csapatainak hadmozdulatai a gall háborúban

I. e. 58 és i. e. 53 között Julius Caesar a gall háborúban leigázta a Gallia Narbonensis provincián túl élő kelta törzseket. A Caesar elleni korábbi felkelések helyi jellegűek voltak – mint például Ambiorix felkelése i. e. 54-ben –, Vercingetorixnak azonban sikerült az összes gall törzset egyesítenie a rómaiak elleni háborúban, és korszerűbb hadvezetési stílusban harcolnia. Már apja, Celtillus is a törzsek egyesítésén dolgozott, azonban gallok egy csoportja – mert attól féltek, hogy Gallia királya akart lenni – végzett vele.
Vercingetorix i. e. 52 telén kezdte el összevonni erőit, mikor Caesar Gallia Cisalpinában tartózkodott. Az arvernus nemesek kezdetben ellenálltak Vercingetorixnak – köztük a nagybátyja, Gobanito –, ő azonban a köznépet megnyerve, legyőzte ellenfeleit és királynak kiáltották ki. Szövetséget kötött a többi törzzsel, fővezéri rangot kapott, tekintélyét kemény fegyelemmel és túszok szedésével bástyázta körül. A gallok közt először alkalmazta a megerősített, védett helyekre való visszavonulás taktikáját és a római légiók utánpótlásának megnehezítésére felhasználta a felperzselt föld módszerét is.
Caesar és főparancsnoka, Titus Labienus, kezdetben nem voltak sikeresek, azonban sikerült elfoglalniuk a törzs fővárosát, Avaricumot (Bourges). A város 40 ezer lakosát kardélre hányták.

## A gergoviai csata
A következő nagyobb csata Gergoviánál Vercingetorix győzelmével végződött, mert Caesar elhamarkodottan támadott, ahelyett hogy körbevette és kiéheztette volna a várost, ahogy a rómaiak általában csinálták. Amikor Vercingetorix azt hitte, Caesar visszavonul – amit karrierje veszélyeztetése nélkül pedig a római fővezér nem tehetett –, felhagyott az óvatos taktikázással és szemtől szembe támadott. A nagy veszteségek miatt azonban visszavonulni kényszerült, és bevette magát Alesia városába.

## Az alesiai csata
Az alesiai csatában Caesar már higgadtabb volt, mint korábban és erődített fallal vette körül a várost, amelynek ostromába kezdett. Mivel tartott Vercingetorix gall szövetségeseinek a támadásától, a saját seregét egy másik, külső fallal védte. Az óriási létszámú felmentő sereg meg is érkezett: százezren lehettek (bár maga Caesar 250 ezerre becsülte). Vercingetorix, a taktikai vezető, azonban el volt zárva tőlük, így kezdeti támadásaik sikertelenek maradtak. Végül sikerült találniuk egy gyenge pontot a falban. A várban ostromolt védők belülről, a felmentésükre érkezett sereg pedig kívülről már csaknem áttörték a rómaiak vonalait. Caesar utolsó tartalékai, amelyeket ő maga vezetett, billentették javára az ütközetet. A Római Birodalom kialakulásának ez egy döntő csatája volt. 
Vercingetorix színpadiasan adta meg magát. Állítólag körbelovagolta Caesar táborát, aztán a fegyvereit Caesar lába elé dobva meztelenre vetkőzött és a lábai elé térdelt. Róma Tullianum börtönében tartották fogva öt évig, mielőtt Caesar diadalmenetének részeként közszemlére tették i. e. 46-ban. A diadalmenet után kivégezték: valószínűleg megfojtották, de lehet, hogy lefejezték.

## Kulturális vonatkozások
- Vercingetorix megjelenik az Asterix képregény sorozatban is, az Asterix és a törzsfő pajzsa és az Asterix, a gall részekben.

- 2001-ben francia nyelvű film készült Vercingétorix címmel. (Ismerik a Vercingétorix: la légende du druide roi, azaz „Vercingetorix: a druida király legendája” címen is. Rendezője Jacques Dorfmann (aki Norman Spinraddal együtt írta a forgatókönyvet), a címszerepben Christopher Lambert. Nem volt kasszasiker, de Európában sokkal jobban szerepelt, mint Amerikában. Spinrad végül regényt is írt a témáról A druida király címmel.

- Vercingetorix feltűnik az HBO Róma című televíziós sorozatának két epizódjában is:
  - 1. évad 1. epizód (Az ellopott sas): Az alesiai csata után meztelenre vetkőztetve térdel Julius Caesar előtt. Más lehetősége nem lévén megcsókolja Caesar légiójának jelképét, az arany sast, ezzel fejezve ki behódolását.
  - 1. évad 10. epizód (Diadal): Caeasar diadalmenetet tart, amelynek csúcspontja az emelvényre kikötözött (az alesiai csata óta fogságban tartott és legyengült) Vercingetorix nyilvános megfojtása.